# Aequorea albida
Aequorea albida är en nässeldjursart som beskrevs av Agassiz 1862. Aequorea albida ingår i släktet Aequorea och familjen Aequoreidae. Inga underarter finns listade i Catalogue of Life.